# Pleiopatella
Pleiopatella is een monotypisch geslacht van schimmels uit de onderklasse Ostropomycetidae. Het bevat alleen Pleiopatella harperi. De familie is nog niet eenduidig bepaald (incertae sedis). 